# Исчезнувшие населённые пункты Челябинской области
Исчезнувшие населённые пункты Челябинский области — перечень прекративших существование населённых пунктов на территории Челябинской области.
В силу разных причин они были покинуты жителями, или включены в состав других населённых пунктов.
Список ранжирован согласно действующему АТД.

### Агаповский район
- Безымянный — упразднённый посёлок, входил в состав Приуральского сельского поселения. Исключён из учётных данных в 2004 г[1], включён в состав г. Магнитогорск.
- Входное — упразднённый в 1995 году посёлок (остановочный пункт) Буранного сельсовета[2]
- Кустубаевский — упразднённый в 1979 году посёлок[3].
- Плодоягодный — упразднённый в 1995 году посёлок (остановочный пункт) Буранного сельсовета[2]
- Приуральский — упразднённый посёлок, бывший административный центр Приуральского сельского поселения. Исключён из учётных данных в 2004 г[1], включён в состав г. Магнитогорск.
- Радужный — упразднённый посёлок, входил в состав Приуральского сельского поселения. Исключён из учётных данных в 2004[1], включён в состав г. Магнитогорск.
- Скляр — упразднённый в 1995 году посёлок (остановочный пункт) Первомайского сельсовета[2]

### Ашинский район
- Решетово — упразднённый в 1995 году посёлок[2]

### Брединский район
- Башкирово — упразднённая в 2024 году деревня в Боровском сельском поселении[4]
- Дальний — упразднённый в 1982 году посёлок[3].
- Камышлы — упразднённый в 1985 году посёлок[5].
- Рамеевский — упразднённый в 1982 году посёлок Брединского поссовета[3]

### Варненский район
- Катенино — упразднённый в 1978 году посёлок[3]
- Статейка — упразднённый в 1978 году посёлок[3]

### Карталинский район
- Карманово — упразднённый в 1983 году посёлок[5]
- Неплюевский — упразднённый в 1995 году посёлок (остановочный пункт) Южно-Степного сельсовета[2]
- Чеголок — упразднённый в 2023 посёлок[6]

### Каслинский район
- Свобода — исчезла из-за Кыштымской катастрофы 1957 года — радиационных выбросов на химкомбинате «Маяк». На территории деревни сохранились остатки здания Ново-Тихвинского женского монастыря.[7][8]
- Шадрята — упразднённая в 1985 году деревня[5].

### Катав-Ивановский район
- Гавань — упразднённый в 1995 году посёлок Серпиевского сельсовета[2]
- Петропавловка — упразднённая в 1983 году деревня[5].
- Тюльмень — упразднённый в 1986 году посёлок в административном подчинении Катав-Ивановского горсовета[9].

### Кизильский район
- хутор Хутор 5-й Гранитного сельсовета, хутор Худолаз Кизильского сельсовета, хутор Казакбаева и Хутор 19-й, Хутор 20-й Полоцкого сельсовета, хутора Хутор 6-й, Хутор 7-й, Хутор 8-й сельсовета Путь Октября — все в 1995 году[2]

.

### Красноармейский район
- Большой Октябрь — упразднённая в 1984 году деревня[5].
- Глубокое — упразднённая в 1983 году деревня[5].
- Мавлютово — упразднённый в 1983 году хутор[5].
- Малое Баландино — упразднённая в 1983 году деревня[5].

### Кусинский район
- Лесной — упразднённый в 1986 году Злоказовского сельсовета[9]
- Юважелга — исключена из учётных данных постановлением областной думы в 2000-х годах

### Кунашакский район
- Ветка — упразднённая в 1995 году деревня Муслюмовского сельсовета[2]
- Капканова — деревня, исключена из учётных данных постановлением областной думы № 307 от 21.12.1995[5] (не подтверждается данными оригинала[2]).
- Кизиловский — посёлок, исключён из учётных данных постановлением областной думы № 307 от 21.12.1995[5].
- Коклан — упразднённый посёлок. Исключён из учётных данных в 2004[1]
- Раздольный — посёлок, исключён из учётных данных постановлением областной думы № 307 от 21.12.1995[5].
- Русская Караболка (урочище Карболка) — упразднённое село.
- Уелги — посёлок Урукульского сельсовета, исключён из учётных данных постановлением областной думы № 307 от 21.12.1995[5].
- Чистая Поляна — деревня Урукульского сельсовета, исключена из учётных данных постановлением областной думы № 307 от 21.12.1995[5].
- Юмагулово — исчезнувшая деревня[10]

### Миасский городской округ
- Куштумга — село, ликвидировано в 1960-е годы.

### Нагайбакский район
- Ак-Чишма — упразднённый посёлок, входил в состав Остроленского сельского поселения. Исключён из учётных данных в 2004[1].
- Кизилчилик — упразднённый в 1987 году посёлок[5].

### Нязепетровский район
- Береговой — упразднённый в 1987 году посёлок[5].
- Голдырёвка — упразднённая в 1995 году деревня Шемахинского сельсовета[2].
- Горбуново — деревня, упразднённая решением Облисполкома от 24 февраля 1987 года № 77
- Загара — упразднённая в 1995 году деревня Шемахинского сельсовета[2].
- Лесной — упразднённый в 1995 году посёлок в административном подчинении города Нязепетровска[2].
- Пригородный — упразднённый в 1995 году посёлок Ункурдинского сельсовета[2].
- Серный Ключ — упразднённый в 2023 посёлок[11]
- Старый балластный карьер — упразднённый в 1995 году посёлок в административном подчинении города Нязепетровска[2].
- Ураим — упразднён в 2023[12][13]

д. Куликовка ст. Табуска .

### Октябрьский район
- Знаменка — упразднённая в 1987 году деревня[5].
- Каратабан — упразднённая в 1984 году деревня[5].
- Новоклюквино — упразднённая в 1985 году деревня[5].
- Предково — упразднённая в 1983 году деревня[5].
- Севрюково — упразднённая в 1988 году деревня[5].
- Шамурино — упразднённая в 1985 году деревня[5].

### Пластовский район(с 2024 годаПластовский округ)
- Жуковский — упразднённый в 1995 году посёлок Борисовского сельсовета[2].
- Стафеево — упразднённый в 1995 году хутор[2].

### Саткинский район
- Айская Группа — упразднённая в 1973 году деревня. Вошла в черту рабочего посёлка Межевой
- Ботево (Россия) — упразднённый хутор города Сатки и Саткинского района. Исключён из учётных данных в 2004[1]
- Брусничный — упразднённый в 2023 году посёлок.
- Ваняшкино — упразднённая в 1973 году деревня. Вошла в черту рабочего посёлка Межевой
- Евдокимовский — упразднённый в 1985 году хутор[5].
- Катавка — посёлок, объединённый с другими в рабочий посёлок Рудничный согласно Указу ПВС РСФСР от 12 сентября 1942 года[14].
- Новая Пристань — упразднённый в 1973 году посёлок. Вошёл в черту рабочего посёлка Межевой.
- Парамоновка (Челябинская область) — упразднённая в 1973 году деревня. Вошла в черту рабочего посёлка Межевой.
- Посёлок имени ОГПУ — посёлок, объединённый с другими в рабочий посёлок Рудничный согласно Указу ПВС РСФСР от 12 сентября 1942 года[14].
- Речная — упразднённый в 2023 году посёлок железнодорожной станции согласно Закону Челябинской области от 01.02.2023 № 764-ЗО "О внесении изменений в Закон Челябинской области «О статусе и границах Саткинского муниципального района, городских и сельских поселений в его составе»[15].
- Рудничный — рабочий посёлок. В 1951 году в месте с рабочим посёлком Бакал был объединен в город Бакал[14].
- Сильга — посёлок, в административном подчинении Бакальского горсовета, исключён решением Челябинского облсовета народных депутатов от 21.04.1986 N 198[5].
- Тяжёлый — посёлок рудника, объединённый с другими в рабочий посёлок Рудничный согласно Указу ПВС РСФСР от 12 сентября 1942 года[14].
- Чулошниково — упразднённый в 1983 году посёлок[5].

### Сосновский район
- Берёзки — упразднённый в 1995 году посёлок Краснопольского сельсовета[2].
- Мысы — упразднённая в 1995 году деревня Кременкульского сельсовета[2].

### Троицкий район
- Карский — упразднён в 2023 году[16]
- Лучи — посёлок Белозерского сельсовета, исключён решением Челябинского облсовета народных депутатов от 21.04.1986 N.
- Мельничный — упразднённый в 2023 году посёлок[16]
- Мохоушка — упразднённый в 1995 году посёлок Яснополянского сельсовета[2].
- Хутор 3-й — упразднённый в 1983 году хутор[5].
- Шевченко — посёлок, входил в состав Нижнесанарского сельсовета. Упразднён в 1979 г.
- Штанное — упразднён в 2023 году[16]

### Увельский район
- Большая (Малая) Нехорошевка, Кичигинский сельсовет[17][18] Увельский р-н, Челябинская обл.
- Жуковаровка (Петропаловка) — основанная с 1837 года и снесённая в 1972 году располагалась недалеко от озера Дуванкуль, и села Хомутинино.[19]
- Шлыковка — упразднённая в 1995 году деревня Петровского сельсовета[2].

### Чебаркульский район
- Сунукуль — посёлок, упразднён в 2023 году[20]
- Назаровка — деревня Варламовского сельсовета, исключена решением Челябинского облсовета народных депутатов от 21.04.1986 N.
- Карла Маркса — хутор Варламовского сельсовета, упразднён примерно в 1971—1990 годах.

### Чесменский район
- Ключи — упразднённый в 1983 году посёлок[5].

### Вошли в город или округ
- Бажово — посёлок городского типа, в 2004 вошёл в черту города Копейска.
- Борки — посёлок города Копейска, административно связанный с рабочим поселком Октябрьский[2].
- Вахрушево — посёлок городского типа, в 2004 вошёл в черту города Копейска.
- Верхний Киалим — упразднённый в 1982 году посёлок в подчинении Новозлатоустовского райсовета города Златоуст[3].
- Городок 11-а — упразднённый посёлок, в 1979 году включен в состав города Челябинск[3].
- Градский прииск (по одной из краеведческих версий — ранее Граттский прииск) — посёлок на юго-западной окраине Курчатовского района Челябинска.
- Дальний — упразднённый в 1978 году посёлок Черемшанского поссовета (ныне в Верхнеуфалейском городском округе)[3]..
- Железнодорожный — посёлок городского типа, в 2004 году вошёл в черту города Копейска.
- Исаково — упразднённый посёлок. Исключён из учётных данных в 2004[1]
- Каштак — посёлок в Металлургическом районе Челябинска, самая северная часть города (недалеко от села Долгодеревенского).
- Локомоти́вный — посёлок городского типа, ныне городской посёлок-микрорайон в Советском районе Челябинска в юго-западном направлении города[21].
- Метизная площадка — посёлок в составе г. Магнитогорск.
- Новый Савинский — посёлок города Магнитогорска. Исключён из учётных данных в 2004[1]
- Новосинегла́зово — микрорайон (до 2004 г. посёлок городского типа Новосинеглазовский[1]) в составе Советского района города Челябинска[22]. Передан в городскую черту решением исполнительного комитета Челябинского городского Совета депутатов трудящихся № 227 от 31.07.1963.[23]
- Октябрьский — посёлок городского типа, в 2004 году вошёл в состав Копейска.
- Осейка — упразднённый в 1995 году посёлок в административном подчинении города Пласта[2].
- Першино — посёлок в южной части Металлургического района Челябинска. С 1943 входит в состав Челябинска[24].
- Потанино — посёлок городского типа, в 2004 вошёл в черту города Копейска.
- Смолинский — упразднённый посёлок. Исключён из учётных данных в 2004[1]
- Сосновка — село в городе Челябинск. Исключёно из учётных данных в 2004[1]. В 1978 году село Сосновка Саргазинского сельсовета Сосновского района передано в подчинение Челябинского горсовета. По другим данным посёлок в Центральном районе Челябинска в черту города включён в конце 1970-х годов.[25].
- Старокамышинск — посёлок городского типа, в настоящее время входит в состав города Копейска.
- Супряк — посёлок города Магнитогорска. Исключён из учётных данных в 2004[1]
- Сухомесово — посёлок на восточном берегу озера Смолино. В 1979 вошёл в черту города Челябинска.
- Тахта — посёлок в административном подчинении рабочего поселка Нижний Уфалей в городе Верхнем Уфалее[2]
- Ухановка — упразднённый посёлок. Исключён из учётных данных в 2004[1]
- Чурилово — посёлок в Тракторозаводском районе. В состав города включён 11 февраля 1958 года.
- Фёдоровка — посёлок городского типа, ныне городской посёлок-микрорайон в Советском районе Челябинска. Исключён из учётных данных в 2004[1]
- Шершни — посёлок остановочного пункта. Исключён из учётных данных в 2004[1]
- Щербаки — исчезнувшая деревня располагалась в нескольких километрах от Северо-Западных районов Челябинска.[26]